# Pistolet maszynowy Walther MP
Walther MP – niemiecki pistolet maszynowy skonstruowany w 1963 roku. Produkowany w wersjach MPL (Maschinenpistole Lang) i MPK (Maschinenpistole Kurz) różniących się długością lufy. Obie wersje były używane przez niemiecką policję, oraz portugalską i meksykańską marynarkę wojenną. Walthery MPK/MPL były także używane przez oddziały US Navy Seals podczas wojny w Wietnamie.
Walther MP działał na zasadzie odrzutu zamka swobodnego, zamek w kształcie litery L, częściowo umieszczony nad lufą. Mechanizm spustowy z przełącznikiem rodzaju ognia umożliwiał prowadzenie ognia pojedynczego i seriami. Dźwignia przełącznika rodzaju ognia pełniąca również rolę bezpiecznika nastawnego, po obu stronach komory zamkowej. Dźwignia napinania zamka po lewej stronie komory zamkowej. Zasilanie z magazynków dwurzędowych, o pojemności 32 naboi. Kolba metalowa, składana na prawy bok broni. Przyrządy celownicze mechaniczne składały się z muszki i celownika przerzutowego o nastawach 75 i 125 m